# English Football League
English Football League, EFL (do sezonu 2015/16 pod nazwą Football League) – rozgrywki piłkarskie, przeznaczone dla zawodowych klubów z Anglii i Walii. Najstarsze rozgrywki ligowe na świecie, utworzone 17 kwietnia 1888. Od sezonu 1992/93 drugi poziom rozgrywek piłkarskich w Anglii (po Premier League).
Football League była najwyższym szczeblem angielskich rozgrywek piłkarskich od momentu jej powstania aż do 1992 r., gdy 22 czołowe kluby utworzyły własne rozgrywki – FA Premier League. Do tego czasu zwycięzca Football League zdobywał więc tym samym tytuł piłkarskiego mistrza Anglii. W 1995 r. ukształtowała się ostateczna postać Football League, skupiającej 72 kluby piłkarskie podzielone na trzy 24-zespołowe szczeble ligowe: EFL Championship, EFL League One i EFL League Two. Na koniec każdego sezonu trzy drużyny z EFL Championship awansują do Premier League, zamieniając się miejscami z trzema zespołami tej ligi, natomiast dwa kluby z EFL Two zamieniają się miejscami z dwoma ekipami z Football Conference, co tym samym integruje Football League z angielskim systemem ligowym piłki nożnej.
The Football League to również nazwa podmiotu zarządzającego tymi rozgrywkami, a także organizującego krajowe zmagania pucharowe: Puchar Ligi Angielskiej oraz Football League Trophy.

## Rozgrywki

### Liga
W rozgrywkach ligowych uczestniczą 72 drużyny, podzielone na trzy 24-zespołowe poziomy ligowe: EFL Championship, EFL League One i EFL League Two (do 2004 r. znane jako Football League First Division, Football League Second Division oraz Football League Third Division). Wewnątrz każdej z lig, dany zespół rozgrywa po dwa spotkania z każdym z pozostałych rywali (jeden na swoim stadionie oraz jeden na stadionie przeciwnika), co daje 46 meczów w każdym sezonie.
Na koniec każdych rozgrywek, trzy drużyny z najwyższej dywizji, EFL Championship, uzyskują promocję do Premier League, zaś ich miejsce w Football League zajmują trzy zespoły, które ukończyły sezon w Premier League na ostatnich miejscach. Z Football League relegowane do Football Conference są natomiast dwa ostatnie zespoły EFL League Two. Ich miejsce zajmują dwa najlepsze zespoły najwyższej dywizji Football Conference – National League.
By uatrakcyjnić rywalizację między klubami, jedno z miejsc promujących awansem do wyższej dywizji przyznawane jest zwycięzcy wprowadzonej w 1987 r. fazy play-off, która ma miejsce po zakończeniu sezonu. Dzięki temu, nawet szósty zespół w tabeli końcowej (w League Two siódmy) może awansować o klasę rozgrywek wyżej, wyprzedzając tym samym kluby, które zajmowały wyższą pozycję na koniec sezonu.
| Klasa ligowa | Awans                | Awans                         | Spadek                 |
| ------------ | -------------------- | ----------------------------- | ---------------------- |
| Klasa ligowa | bezpośredni          | poprzez play-offy             | Spadek                 |
| Championship | dwa najlepsze kluby  | jeden z zespołów z miejsc 3-6 | trzy najgorsze kluby   |
| League One   | dwa najlepsze kluby  | jeden z zespołów z miejsc 3-6 | cztery najgorsze kluby |
| League Two   | trzy najlepsze kluby | jeden z zespołów z miejsc 4-7 | dwa najgorsze kluby    |

W rozgrywkach Football League uczestniczą dwa profesjonalne kluby piłkarskie z Walii: Cardiff City oraz Swansea City. Nie mogą one tym samym występować w walijskiej Premier League, ani startować w rozgrywkach o Puchar Walii. W razie zakwalifikowania się tych drużyn do europejskich rozgrywek pucharowych, będą one w nich reprezentować drużyny angielskie.

### Puchary
The Football League organizuje dwa rodzaje rozgrywek pucharowych: Puchar Ligi Angielskiej, a także Football League Trophy. Puchar Ligi Angielskiej jest organizowany między wszystkimi drużynami występującymi w Premier League oraz Football League a jego zwycięzca uzyskuje prawo do występu w rozgrywkach o Ligi Europy. Football League Trophy to rozgrywki, w których uczestniczą tylko zespoły z EFL League One oraz EFL League Two.

## Historia
Decyzją, która zapoczątkowała organizację pierwszej ligi piłkarskiej na świecie, było zalegalizowanie przez Angielski Związek Piłki Nożnej w 1885 r. zakładania profesjonalnych klubów piłkarskich. Dotychczas zespoły mogły mieć jedynie status amatorski, jednak od dłuższego już czasu potajemnie opłacały one swoich zawodników za grę. Zielone światło dla profesjonalizacji klubów sprawiło, że zaczęły one szukać stałych źródeł dochodu. Sporadycznie rozgrywane pojedynki między poszczególnymi hrabstwami, mecze towarzyskie, a także rozgrywki Pucharu Anglii, odbywające się w bardzo zróżnicowanych terminach, nie stanowiły już dla klubów pewnego zabezpieczenia finansowego. 2 marca 1888, szkocki dyrektor zespołu Aston Villa, William McGregor, wysłał do sekretarza swojego klubu, a także drużyn Blackburn Rovers, Bolton Wanderers, Preston North End oraz West Bromwich Albion, list z propozycją utworzenia ligi piłkarskiej, w której regularnie odbywałyby się spotkania.
| Kluby założycielskie    |
| Accrington              |
| Aston Villa             |
| Blackburn Rovers        |
| Bolton Wanderers        |
| Burnley                 |
| Derby County            |
| Everton                 |
| Notts County            |
| Preston North End       |
| Stoke City              |
| West Bromwich Albion    |
| Wolverhampton Wanderers |

Po dwóch spotkaniach przedstawicieli klubów w Londynie i Manchesterze, 17 kwietnia 1888 utworzono dla nowych rozgrywek nazwę Football League. Pierwsze rozgrywki ligowe rozpoczęły się kilka miesięcy później, 8 września i uczestniczyło w nich 12 zespołów z północnej oraz środkowej Anglii. Klub rozgrywał z każdym z innych zespołów dwa spotkania, jedno na własnym boisku, drugie na boisku przeciwnika. Za zwycięstwo w meczu postanowiono przyznawać dwa punkty, zaś za remis jeden. Pierwszym zwycięzcą rozgrywek został zespół Preston North End.
W 1892 r., Football League wchłonęło konkurencyjne rozgrywki Football Alliance, powiększając się o 11 drużyn, co spowodowało podział ligi na pierwszą i drugą dywizję. W 1898 r., wprowadzono system automatycznych awansów i spadków pomiędzy dwiema dywizjami. Dotychczas, najgorsze zespoły pierwszej dywizji rozgrywały z najlepszymi drużynami drugiej dywizji spotkania kontrolne i zwycięzcy tych spotkań uczestniczyli w następnym sezonie w pierwszej dywizji. Najgorszy zespół drugiej dywizji mógł się z kolei ubiegać o dopuszczenie do kolejnych rozgrywek.
W 1919 r., po zawieszeniu ligi z powodu I wojny światowej, rozszerzono obie dywizje do 22 zespołów. Rok później, do rozgrywek zaproszono wszystkie drużyny z pierwszej dywizji Southern League, położone w południowej części Anglii, co spowodowało, że Football League na dobre objęło swym zasięgiem cały kraj (dotychczas w rozgrywkach tych występowały jedynie pojedyncze drużyny położone na południe od miasta Birmingham). Nowe kluby utworzyły trzecią dywizję ligi. Taki stan rzeczy utrzymał się tylko przez jeden sezon, bowiem w 1921 r. wprowadzono dla geograficznej równowagi trzecią dywizję północną (Third Division North), a także południową (Third Division South), do której przesunięto zespoły występujące w trzeciej dywizji. Do trzeciej dywizji północnej zaproszono zaś nowe kluby, ze środkowej oraz północnej Anglii. W 1939 r., wprowadzono numery na koszulkach zawodników.
Po II wojnie światowej, rozszerzono obie trzecie dywizje do 24 zespołów, co dało łączną liczbę 92 klubów występujących w rozgrywkach Football League. W 1958 r., postanowiono zakończyć regionalny podział na dwie trzecie dywizje i najlepsze zespoły obu dywizji ponownie utworzyły jedną, ogólnokrajową trzecią dywizję. Pozostałe kluby utworzyły natomiast czwartą dywizję (Fourth Division). W 1960 r., zorganizowano nowe rozgrywki pucharowe pod nazwą League Cup, których pierwszą edycję wygrał zespół Aston Villa. W 1965 r., wprowadzono możliwość dokonywania zmian podczas meczu.
Na początku lat osiemdziesiątych, zmieniono system przyznawania punktów za spotkania, od tej pory premiując zwycięstwo zespołu trzema punktami (FIFA wprowadziła ten system dopiero przy okazji Mistrzostw Świata w USA w 1994 r.). W 1983 r., The Football League podpisało lukratywny kontrakt z firmą Canon i po raz pierwszy wprowadzono dla rozgrywek ligowych nową nazwę, pochodzącą od głównego sponsora (Canon League). Do ligi angielskiej zaczęły wpływać wielkie pieniądze, bowiem podpisano również umowę z nadawcą satelitarnym British Sky Broadcasting (Sky TV), który zaoferował dziesiątki milionów funtów za prawo do transmisji spotkań na wyłączność. Od 1987 r., po zakończeniu sezonu zaczęto rozgrywać fazę play-off, dzięki której więcej klubów otrzymywało prawo do walki o awans do wyższej dywizji, co podniosło poziom atrakcyjności rozgrywek. Rozpoczęto również wymianę najgorszych zespołów czwartej dywizji z najlepszymi zespołami Football Conference, stabilizującym tym samym ogólnokrajowy system ligowy.
Ogromne kwoty, jakie wpływały do budżetu organu zarządzającego rozgrywkami spowodowały, że najlepsze kluby angielskie zaczęły się domagać większej puli pieniędzy dla siebie. Zagroziły, że jeśli to nie nastąpi, opuszczą Football League i utworzą własne rozgrywki. Tak też się stało; latem 1992 r., 22 czołowe kluby zorganizowały własne rozgrywki ligowe, FA Premier League. Zarząd nowej ekstraklasy angielskiej podpisał z telewizją Sky TV nowy, osobny kontrakt. The Football League znalazło się w nieporównywalnie gorszej sytuacji; nie tylko w rozgrywkach tych przestały uczestniczyć najlepsze angielskie zespoły, ale liga straciła również wielkie pieniądze z tytułu kontraktu zerwanego przez nadawcę telewizyjnego. FA Premier League zgodziło się natomiast na utrzymanie w porządku angielskiego systemu ligowego i od tej pory najlepsze zespoły The Football League uzyskiwały automatyczny awans do Premiership, zaś najgorsze drużyny Premier League rozpoczynały nowy sezon w najwyższej dywizji Football League.
Jako że nowa angielska ekstraklasa "zwolniła" nazwę pierwszej dywizji, w Football League dokonano reorganizacji. Stara druga dywizja otrzymała nazwę dotychczasowej pierwszej (First Divison), trzecia dywizja – nazwę dotychczasowej drugiej (Second Division), zaś czwarta – nazwę dotychczasowej trzeciej (Third Division). W 1995 r., zwiększono liczbę zespołów występujących w Football League do 72, czym rozgrywki uzyskały ostateczny kształt, istniejący do dziś.
Priorytetem uznano poszukiwanie nowego, wielkiego sponsora, dzięki któremu do ligi wpłynęłoby więcej pieniędzy dla klubów w niej występujących. Przed sezonem 2004/2005, podpisano umowę z kompanią Coca-Cola. Spowodowało to kolejne przemianowanie trzech dywizji Football League. Pierwsza dywizja przyjęła nazwę Football League Championship (The Championship), druga – nazwę Football League One (League One), zaś trzecia dywizja – nazwę Football League Two (League Two).

### Sponsorzy tytularni rozgrywek
- 1983-1986: Canon – Canon League
- 1986-1987: Today – Today League
- 1987-1993: Barclays Bank – Barclays League
- 1993-1996: Endsleigh Insurance – Endsleigh League
- 1996-2004: Nationwide Building Society – Nationwide Football League
- 2004-2010: The Coca-Cola Company – Coca Cola Football League
- 2010- : npower – npower Football League

## Zwycięzcy rozgrywek

### 1888–1892
Zespoły uczestniczące w zmaganiach grały w jednej klasie rozgrywkowej.
| Sezon   | The Football League |
| ------- | ------------------- |
| 1888-89 | Preston North End   |
| 1889-90 | Preston North End   |
| 1890-91 | Everton             |
| 1891-92 | Sunderland          |

### 1892–1920
Do rozgrywek przyjęto 11 nowych zespołów, wcześniej występujących w konkurencyjnej lidze Football Alliance. Football League podzielono na dwie dywizje; dotychczas istniejącą przemianowano na First Division, zaś nowej nadano nazwę Second Division.
| Sezon   | First Division                                         | Second Division                                        |
| ------- | ------------------------------------------------------ | ------------------------------------------------------ |
| 1892-93 | Sunderland                                             | Small Heath Alliance                                   |
| 1893-94 | Aston Villa                                            | Liverpool                                              |
| 1894-95 | Sunderland                                             | Bury                                                   |
| 1895-96 | Aston Villa                                            | Liverpool                                              |
| 1896-97 | Aston Villa                                            | Notts County                                           |
| 1897-98 | Sheffield United                                       | Burnley                                                |
| 1898-99 | Aston Villa                                            | Manchester City                                        |
| 1899-00 | Aston Villa                                            | The Wednesday                                          |
| 1900-01 | Liverpool                                              | Grimsby Town                                           |
| 1901-02 | Sunderland                                             | West Bromwich Albion                                   |
| 1902-03 | The Wednesday                                          | Manchester City                                        |
| 1903-04 | The Wednesday                                          | Preston North End                                      |
| 1904-05 | Newcastle United                                       | Liverpool                                              |
| 1905-06 | Liverpool                                              | Bristol City                                           |
| 1906-07 | Newcastle United                                       | Nottingham Forest                                      |
| 1907-08 | Manchester United                                      | Bradford City                                          |
| 1908-09 | Newcastle United                                       | Bolton Wanderers                                       |
| 1909-10 | Aston Villa                                            | Manchester City                                        |
| 1910-11 | Manchester United                                      | West Bromwich Albion                                   |
| 1911-12 | Blackburn Rovers                                       | Derby County                                           |
| 1912-13 | Sunderland                                             | Preston North End                                      |
| 1913-14 | Blackburn Rovers                                       | Notts County                                           |
| 1914-15 | Everton                                                | Derby County                                           |
| 1915-19 | Rozgrywki ligowe zawieszone z powodu I wojny światowej | Rozgrywki ligowe zawieszone z powodu I wojny światowej |
| 1919-20 | West Bromwich Albion                                   | Tottenham Hotspur                                      |

### 1920–1921
Do rozgrywek zaproszono wszystkie kluby występujące dotychczas w najwyższej dywizji Southern League, skupiającej drużyny położone na południu kraju. Nowi członkowie Football League uformowali trzecią dywizję (Third Division). Wyjątkiem był klub Cardiff City, który został przyjęty bezpośrednio do drugiej dywizji, jako najsilniejszy zespół z Walii. W Second Division zastąpił on drużynę Grimsby Town, relegowaną z drugiej do trzeciej dywizji.
| Sezon   | First Division | Second Division | Third Division |
| ------- | -------------- | --------------- | -------------- |
| 1920-21 | Burnley        | Birmingham City | Crystal Palace |

### 1921–1958
Dopiero co wprowadzony w życie format ligi przetrwał tylko rok. Do rozgrywek zaproszono nowe kluby z północnej oraz środkowej Anglii, jako że ostatnie rozszerzenie ligi objęło zespoły położone na południu kraju. Wprowadzono podział na dwie, równoległe sobie trzecie dywizje: północną (Third Division North), do której zaproszono nowe kluby członkowskie, a także południową (Third Division South), do której przesunięto zespoły występujące w Third Division. Grimsby Town, z racji położenia geograficznego, przesunięto do trzeciej dywizji północnej.
| Sezon   | First Division                                          | Second Division                                         | Third Division North                                    | Third Division South                                    |
| ------- | ------------------------------------------------------- | ------------------------------------------------------- | ------------------------------------------------------- | ------------------------------------------------------- |
| 1921-22 | Liverpool                                               | Nottingham Forest                                       | Stockport County                                        | Southampton                                             |
| 1922-23 | Liverpool                                               | Notts County                                            | Nelson                                                  | Bristol City                                            |
| 1923-24 | Huddersfield Town                                       | Leeds United                                            | Wolverhampton Wanderers                                 | Portsmouth                                              |
| 1924-25 | Huddersfield Town                                       | Leicester City                                          | Darlington                                              | Swansea City                                            |
| 1925-26 | Huddersfield Town                                       | The Wednesday                                           | Grimsby Town                                            | Reading                                                 |
| 1926-27 | Newcastle United                                        | Middlesbrough                                           | Stoke City                                              | Bristol City                                            |
| 1927-28 | Everton                                                 | Manchester City                                         | Bradford Park Avenue                                    | Millwall                                                |
| 1928-29 | The Wednesday                                           | Middlesbrough                                           | Bradford City                                           | Charlton Athletic                                       |
| 1929-30 | Sheffield Wednesday                                     | Blackpool                                               | Port Vale                                               | Plymouth Argyle                                         |
| 1930-31 | Arsenal                                                 | Everton                                                 | Chesterfield                                            | Notts County                                            |
| 1931-32 | Everton                                                 | Wolverhampton Wanderers                                 | Lincoln City                                            | Fulham                                                  |
| 1932-33 | Arsenal                                                 | Stoke City                                              | Hull City                                               | Brentford                                               |
| 1933-34 | Arsenal                                                 | Grimsby Town                                            | Barnsley                                                | Norwich City                                            |
| 1934-35 | Arsenal                                                 | Brentford                                               | Doncaster Rovers                                        | Charlton Athletic                                       |
| 1935-36 | Sunderland                                              | Manchester United                                       | Chesterfield                                            | Coventry City                                           |
| 1936-37 | Manchester City                                         | Leicester City                                          | Stockport County                                        | Luton Town                                              |
| 1937-38 | Arsenal                                                 | Aston Villa                                             | Tranmere Rovers                                         | Millwall                                                |
| 1938-39 | Everton                                                 | Blackburn Rovers                                        | Barnsley                                                | Newport County                                          |
| 1939-40 | Rozgrywki ligowe przerwane z powodu II wojny światowej  | Rozgrywki ligowe przerwane z powodu II wojny światowej  | Rozgrywki ligowe przerwane z powodu II wojny światowej  | Rozgrywki ligowe przerwane z powodu II wojny światowej  |
| 1940-46 | Rozgrywki ligowe zawieszone z powodu II wojny światowej | Rozgrywki ligowe zawieszone z powodu II wojny światowej | Rozgrywki ligowe zawieszone z powodu II wojny światowej | Rozgrywki ligowe zawieszone z powodu II wojny światowej |
| 1946-47 | Liverpool                                               | Manchester City                                         | Doncaster Rovers                                        | Cardiff City                                            |
| 1947-48 | Arsenal                                                 | Birmingham City                                         | Lincoln City                                            | Queens Park Rangers                                     |
| 1948-49 | Portsmouth                                              | Fulham                                                  | Hull City                                               | Swansea City                                            |
| 1949-50 | Portsmouth                                              | Tottenham Hotspur                                       | Doncaster Rovers                                        | Notts County                                            |
| 1950-51 | Tottenham Hotspur                                       | Preston North End                                       | Rotherham United                                        | Nottingham Forest                                       |
| 1951-52 | Manchester United                                       | Sheffield Wednesday                                     | Lincoln City                                            | Plymouth Argyle                                         |
| 1952-53 | Arsenal                                                 | Sheffield United                                        | Oldham Athletic                                         | Bristol Rovers                                          |
| 1953-54 | Wolverhampton Wanderers                                 | Leicester City                                          | Port Vale                                               | Ipswich Town                                            |
| 1954-55 | Chelsea                                                 | Birmingham City                                         | Barnsley                                                | Bristol City                                            |
| 1955-56 | Manchester United                                       | Sheffield Wednesday                                     | Grimsby Town                                            | Leyton Orient                                           |
| 1956-57 | Manchester United                                       | Leicester City                                          | Derby County                                            | Ipswich Town                                            |
| 1957-58 | Wolverhampton Wanderers                                 | West Ham United                                         | Scunthorpe United                                       | Brighton & Hove Albion                                  |

### 1958–1992
Zrezygnowano z pomysłu regionalizacji trzeciej dywizji. Najlepsze drużyny z trzeciej dywizji północnej oraz południowej utworzyły ogólnokrajową Third Division, zaś pozostałe zespoły z trzecich dywizji utworzyły ogólnokrajową czwartą dywizję (Fourth Division).
| Sezon   | First Division          | Second Division         | Third Division          | Fourth Division         |
| ------- | ----------------------- | ----------------------- | ----------------------- | ----------------------- |
| 1958-59 | Wolverhampton Wanderers | Sheffield Wednesday     | Plymouth Argyle         | Port Vale               |
| 1959-60 | Burnley                 | Aston Villa             | Southampton             | Walsall                 |
| 1960-61 | Tottenham Hotspur       | Ipswich Town            | Bury                    | Peterborough United     |
| 1961-62 | Ipswich Town            | Liverpool               | Portsmouth              | Millwall                |
| 1962-63 | Everton                 | Stoke City              | Northampton Town        | Brentford               |
| 1963-64 | Liverpool               | Leeds United            | Coventry City           | Gillingham              |
| 1964-65 | Manchester United       | Newcastle United        | Carlisle United         | Brighton & Hove Albion  |
| 1965-66 | Liverpool               | Manchester City         | Hull City               | Doncaster Rovers        |
| 1966-67 | Manchester United       | Coventry City           | Queens Park Rangers     | Stockport County        |
| 1967-68 | Manchester City         | Ipswich Town            | Oxford United           | Luton Town              |
| 1968-69 | Leeds United            | Derby County            | Watford                 | Doncaster Rovers        |
| 1969-70 | Everton                 | Huddersfield Town       | Leyton Orient           | Chesterfield            |
| 1970-71 | Arsenal                 | Leicester City          | Preston North End       | Notts County            |
| 1971-72 | Derby County            | Norwich City            | Aston Villa             | Grimsby Town            |
| 1972-73 | Liverpool               | Burnley                 | Bolton Wanderers        | Southport               |
| 1973-74 | Leeds United            | Middlesbrough           | Oldham Athletic         | Peterborough United     |
| 1974-75 | Derby County            | Manchester United       | Blackburn Rovers        | Mansfield Town          |
| 1975-76 | Liverpool               | Sunderland              | Hereford United         | Lincoln City            |
| 1976-77 | Liverpool               | Wolverhampton Wanderers | Mansfield Town          | Cambridge United        |
| 1977-78 | Nottingham Forest       | Bolton Wanderers        | Wrexham                 | Watford                 |
| 1978-79 | Liverpool               | Crystal Palace          | Shrewsbury Town         | Reading                 |
| 1979-80 | Liverpool               | Leicester City          | Grimsby Town            | Huddersfield Town       |
| 1980-81 | Aston Villa             | West Ham United         | Rotherham United        | Southend United         |
| 1981-82 | Liverpool               | Luton Town              | Burnley                 | Plymouth Argyle         |
| 1982-83 | Liverpool               | Queens Park Rangers     | Portsmouth              | Wimbledon               |
| 1983-84 | Liverpool               | Chelsea                 | Oxford United           | York City               |
| 1984-85 | Everton                 | Oxford United           | Bradford City           | Chesterfield            |
| 1985-86 | Liverpool               | Norwich City            | Reading                 | Swindon Town            |
| 1986-87 | Everton                 | Leicester City          | Bournemouth             | Northampton Town        |
| 1987-88 | Liverpool               | Millwall                | Sunderland              | Wolverhampton Wanderers |
| 1988-89 | Arsenal                 | Chelsea                 | Wolverhampton Wanderers | Rotherham United        |
| 1989-90 | Liverpool               | Leeds United            | Bristol Rovers          | Exeter City             |
| 1990-91 | Arsenal                 | Oldham Athletic         | Cambridge United        | Darlington              |
| 1991-92 | Leeds United            | Ipswich Town            | Brentford               | Burnley                 |

### 1992–2004
22 kluby, które w sezonie 1992/1993 miały występować w First Division, zrezygnowały z gry w The Football League i utworzyły własne rozgrywki ligowe (FA Premier League), by osiągnąć większy zysk. W Football League od tej pory nie uczestniczyły już najlepsze angielskie kluby, zaś zwycięzca tych rozgrywek nie zostawał już piłkarskim mistrzem Anglii. The Football League kontrolowała już tylko trzy dywizje piłkarskie. Second Division przemianowano na First Division, Third Division na Second Division, zaś Fourth Division na Third Division.
| Sezon   | First Division    | Second Division        | Third Division         |
| ------- | ----------------- | ---------------------- | ---------------------- |
| 1992-93 | Newcastle United  | Stoke City             | Cardiff City           |
| 1993-94 | Crystal Palace    | Reading                | Shrewsbury Town        |
| 1994-95 | Middlesbrough     | Birmingham City        | Carlisle United        |
| 1995-96 | Sunderland        | Swindon Town           | Preston North End      |
| 1996-97 | Bolton Wanderers  | Bury                   | Wigan Athletic         |
| 1997-98 | Nottingham Forest | Watford                | Notts County           |
| 1998-99 | Sunderland        | Fulham                 | Brentford              |
| 1999-00 | Charlton Athletic | Preston North End      | Swansea City           |
| 2000-01 | Fulham            | Millwall               | Brighton & Hove Albion |
| 2001-02 | Manchester City   | Brighton & Hove Albion | Plymouth Argyle        |
| 2002-03 | Portsmouth        | Wigan Athletic         | Rushden & Diamonds     |
| 2003-04 | Norwich City      | Plymouth Argyle        | Doncaster Rovers       |

### 2004–
Football League ponownie przemianowało swoje dywizje: First Division na Football League Championship, Second Division na Football League One, zaś Third Division na Football League Two.
| Sezon   | The Championship        | League One              | League Two          |
| ------- | ----------------------- | ----------------------- | ------------------- |
| 2004/05 | Sunderland              | Luton Town              | Yeovil Town         |
| 2005/06 | Reading                 | Southend United         | Carlisle United     |
| 2006/07 | Sunderland              | Scunthorpe United       | Walsall             |
| 2007/08 | West Bromwich Albion    | Swansea City            | Milton Keynes Dons  |
| 2008/09 | Wolverhampton Wanderers | Leicester City          | Brentford           |
| 2009/10 | Newcastle United        | Norwich City            | Notts County        |
| 2010/11 | Queens Park Rangers     | Brighton & Hove Albion  | Chesterfield        |
| 2011/12 | Reading                 | Charlton Athletic       | Swindon Town        |
| 2012/13 | Cardiff City            | Doncaster Rovers        | Gillingham          |
| 2013/14 | Leicester City          | Wolverhampton Wanderers | Chesterfield        |
| 2014/15 | Bournemouth             | Bristol City            | Burton Albion       |
| 2015/16 | Burnley                 | Wigan Athletic          | Northampton Town    |
| 2016/17 | Newcastle United        | Sheffield United        | Portsmouth          |
| 2017/18 | Wolverhampton Wanderers | Wigan Athletic          | Accrington Stanley  |
| 2018/19 | Norwich City            | Luton Town              | Lincoln City        |
| 2019/20 | Leeds United            | Coventry City           | Swindon Town        |
| 2020/21 | Norwich City            | Hull City               | Cheltenham Town     |
| 2021/22 | Fulham                  | Wigan Athletic          | Forest Green Rovers |
| 2022/23 | Burnley                 | Plymouth Argyle         | Leyton Orient       |
| 2023/24 | Leicester City          | Portsmouth              | Stockport County    |
| 2024/25 | Leeds United            | Birmingham City         | Doncaster Rovers    |

## Uczestnicy
Jest 59 zespołów, które wzięły udział w 93 ligowych mistrzostwach Anglii Football League First Division, które były prowadzone od 1888/89 aż do sezonu 1991/92 włącznie. Żaden z klubów nie był obecny w każdej z edycji.
- 89 razy: Everton F.C.
- 81 razy: Aston Villa F.C.
- 77 razy: Liverpool F.C.
- 75 razy: Arsenal F.C.
- 70 razy: Sunderland F.C.
- 68 razy: Manchester City F.C., West Bromwich Albion F.C.
- 67 razy: Manchester United F.C.
- 63 razy: Newcastle United F.C.
- 60 razy: Bolton Wanderers F.C.
- 59 razy: Wolverhampton Wanderers F.C.
- 58 razy: Derby County F.C., Sheffield Wednesday F.C.
- 57 razy: Chelsea F.C., Sheffield United F.C., Tottenham Hotspur F.C.
- 54 razy: Blackburn Rovers F.C.
- 52 razy: Stoke City F.C.
- 51 razy: Burnley F.C., Nottingham Forest F.C.
- 50 razy: Birmingham City F.C.
- 46 razy: Middlesbrough F.C., Preston North End F.C.
- 38 razy: Leeds United F.C., Leicester City F.C., West Ham United F.C.
- 30 razy: Huddersfield Town F.C., Notts County F.C.
- 27 razy: Blackpool F.C.
- 26 razy: Portsmouth F.C.
- 25 razy: Coventry City F.C.
- 22 razy: Bury F.C., Southampton F.C.
- 21 razy: Ipswich Town F.C.
- 18 razy: Charlton Athletic F.C.
- 17 razy: Norwich City F.C.
- 16 razy: Luton Town F.C., Queens Park Rangers F.C.
- 15 razy: Cardiff City F.C.
- 12 razy: Fulham F.C., Grimsby Town F.C.
- 10 razy: Bradford City A.F.C., Oldham Athletic F.C.
- 9 razy: Bristol City F.C., Crystal Palace F.C.
- 6 razy: Watford F.C., Wimbledon F.C.
- 5 razy: Accrington F.C., Brentford F.C.
- 4 razy: Brighton & Hove Albion F.C.
- 3 razy: Bradford Park Avenue A.F.C., Oxford United F.C.
- 2 razy: Darwen F.C., Millwall F.C., Swansea City F.C.
- 1 raz: Carlisle United F.C., Glossop North End A.F.C., Leyton Orient F.C., Northampton Town F.C.